# Zoé Tzaoutzina
Zoé Tzaoutzina (en grec: Ζωή Ζαούτζαινα ; morte en mai 899) est une impératrice byzantine, seconde épouse de l'empereur byzantin Léon VI le Sage. Elle était la fille de Stylianos Tzaoutzès (Στυλιανὸς Ζαούτζης), un bureaucrate de haut rang qui officia pendant le règne de son mari.

## Maîtresse royale
Selon les chroniques Théophane Continué, qui ont été écrites par différents auteurs soucieux de poursuivre l'œuvre de Théophane le Confesseur, Zoé fut mariée une première fois à un obscur membre de la cour nommé Théodore Gouniatzizes. Elle devint ensuite la maîtresse de l'empereur Léon VI après la mort de son mari. Selon les chroniques Théophane Continué, Théodore aurait été empoisonné sur ordre de Léon VI, qui souhaitait se débarrasser de son rival. L'historien byzantin Syméon Métaphraste indique que Léon VI serait tombé amoureux de Zoé au cours de la troisième année de son règne, ce qui indique qu'ils se seraient rencontrés vers 889. À l'époque, Léon était marié à Théophanô, une fille de Constantin Martiniakos. Leur mariage avait été arrangé par son père, le défunt empereur Basile Ier. Néanmoins, il semble que leur mariage était dépourvu d'amour, Léon VI délaissant sa femme tandis que Théophanô passait ses journées à prier et à écrire des psaumes.

## Épouse royale
Au cours de la septième année de son règne (vers 893), Théophanô se retira dans un monastère du quartier des Blachernes de Constantinople. Que cette décision ait été volontaire ou non (Théophane et Syméon sont assez vagues à ce sujet), Zoé la remplaça aussitôt au palais et dans ses obligations à la cour impériale. Le statut de Zoé entre 893 et 897 fait l'objet de contradictions dans les sources existantes. Selon l'historien byzantin Syméon, le mariage de Léon VI et de Théophanô aurait été officiellement annulé en 893, ce qui aurait permis à Léon et Zoé de se marier l'année suivante en 894. Les chroniques Théophane Continué affirment au contraire que leur mariage était encore valable, et que Zoé restait la maîtresse de l'empereur. Les deux s'accordent néanmoins sur le fait que le père de Zoé, Stylianos Tzaoutzès, grimpa alors rapidement les échelons dans la hiérarchie de la cour impériale, obtenant même le titre de Basiléopatōr ("père de l'empereur"), fonction qu'il occupa jusqu'à sa mort en 899. Théophanô mourut dans le monastère où elle s'était retirée le 10 novembre 897. Selon les chroniques Théophane Continué, Léon VI et Zoé auraient alors procédé à leur mariage. À la suite de la mort de Théophanô, Zoé fut couronnée Augusta, ce qui est confirmé à la fois par Syméon et par Théophane Continué.

## Mort
Zoé meurt en 899. D'après le recueil De Ceremoniis écrit par Constantin VII, elle aurait donné naissance à deux filles. Léon VI n'ayant par ailleurs pas eu de fils, sa succession n'était pas assurée. Selon Syméon, Zoé aurait été enterrée dans le temple de son homonyme Sainte Zoé. Au contraire, le recueil De Ceremoniis indique qu'elle aurait été enterrée dans l'Église des Saints-Apôtres avec Léon VI, Théophanô et la troisième épouse de Léon VI, Eudocie Baïana.

## Enfants
D'après le recueil De Ceremoniis écrit par l'empereur Constantin VII, Léon VI et Zoé eurent au moins deux filles. Cependant, différentes copies du texte mentionnent la seconde sous deux noms différents :
- Anne : Première fille du couple impérial, elle serait morte à un âge précoce. Elle fut enterrée avec son père et sa mère à l'Église des Saints-Apôtres ;
- Anne ou Eudocie (?). Eudocie est le nom de la seule fille connue de Léon VI et sa première femme Théophanô tandis qu'Anne est le nom de la première fille de Léon VI et Zoé. Il est donc possible que cette seconde fille ait été nommée ainsi en référence à une sœur ou une demi-sœur décédée.

Une lettre écrite par Nicolas Mystikos indique que des négociations auraient eu lieu afin de fiancer cette seconde fille à Louis III l'Aveugle, néanmoins aucune source ne permet d'indiquer si les négociations aboutirent et si le mariage eut effectivement lieu. Cependant, certains généalogistes supposent que Charles Constantin de Vienne serait issu de ce mariage.

## Sources

### Sources primaires
- Théophane Continué, Chroniques.
- Syméon Métaphraste, Chroniques.
- Constantin VII, De Ceremoniis.

### Sources secondaires
- (en) Cet article est partiellement ou en totalité issu de l’article de Wikipédia en anglais intitulé « Zoe Zaoutzaina » (voir la liste des auteurs).